# Рихнов-над-Кнежноу (район)
Район Рихнов-над-Кнежноу (чеш. Okres Rychnov nad Kněžnou) — один из 5 районов Краловеградецкого края Чехии. Административным центром является город Рихнов-над-Кнежноу. Площадь составляет 981,78 км², население — 79 803 человек (плотность населения — 81,28 человек на 1 км²). Район состоит из 80 населённых пунктов, в том числе из 9 городов.

## Города
| Город                      | Население |
| -------------------------- | --------- |
| Рихнов-над-Кнежноу         | 11 823    |
| Добрушка                   | 7 809     |
| Тиниште-над-Орлици         | 6 234     |
| Костелец-над-Орлици        | 6 220     |
| Вамберк                    | 4 761     |
| Опочно                     | 3 224     |
| Рокитнице-в-Орлицких-Горах | 2 378     |
| Сольнице                   | 2 326     |
| Бороградек                 | 2 130     |